# 高田慶太
高田 慶太（たかた けいた、1983年7月29日 - ）は、熊本県出身のバスケットボール選手である。ポジションはガード。

## 来歴
九州学院高校に進学後、2年生時の2000年、インターハイに出場。3年生時の2001年インターハイではベスト8。2006年に順天堂大学を卒業後はアトランタ・ビジョンに入団。
その後、4球団でプレーし、2013-14シーズンはNBLの新規チーム・熊本ヴォルターズに所属。
2015年1月、埼玉ブロンコスに入団。13試合に出場。
2019-20シーズンは金沢武士団に所属、26試合に出場した。

## 経歴
- 城西小学校 - 西山中学校 - 九州学院高校 - 順天堂大学 - アトランタ・ビジョン（ABA）（2006～07） - 千葉バジャーズ（社会人）（2008） - ビュフォード（2009） - レノヴァ鹿児島（JBL2）（2010～11） - 岩手ビッグブルズ（bjリーグ）（2011～12） - 熊本ヴォルターズ（2013～2014） - 埼玉ブロンコス（2015） - 金沢武士団（2019-20）